# 미카타촌 (효고현 시소군)
미카타촌 (일본어: 三方村)은 일본 효고현 중서부, 시소군에 존재했던 촌이다.
1956년, 이치노미야정, 반세촌과 합병해 새로운 이치노미야정이 되었기 때문에 자치체로서는 소멸하였다.
구촌 지역은 현재 시소시 이치노미야정의 북쪽 절반 중 서쪽에서 중앙부에 해당한다.

## 역사
- 1889년 4월 1일 - 정촌제 시행에 수반해 시소군 미카타촌이 성립하였다.
- 1956년 9월 30일 - 이치노미야정, 한세촌과 합병해 새로운 이치노미야정이 성립하였기 때문에 소멸하였다.